# Renbaan Cruysbergen

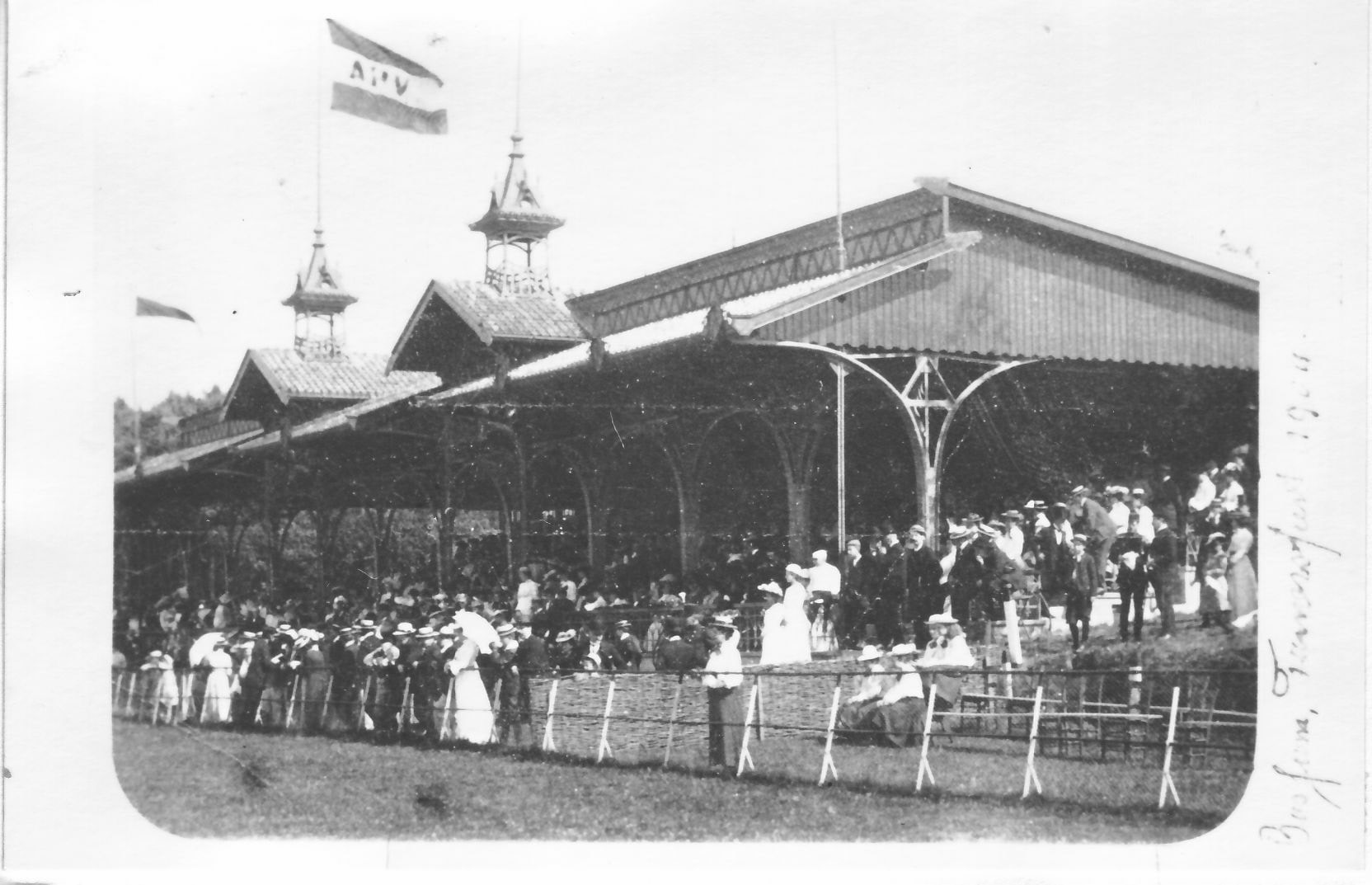
Gezicht op tribune vol toeschouwers op de Renbaan Cruysbergen (1910)

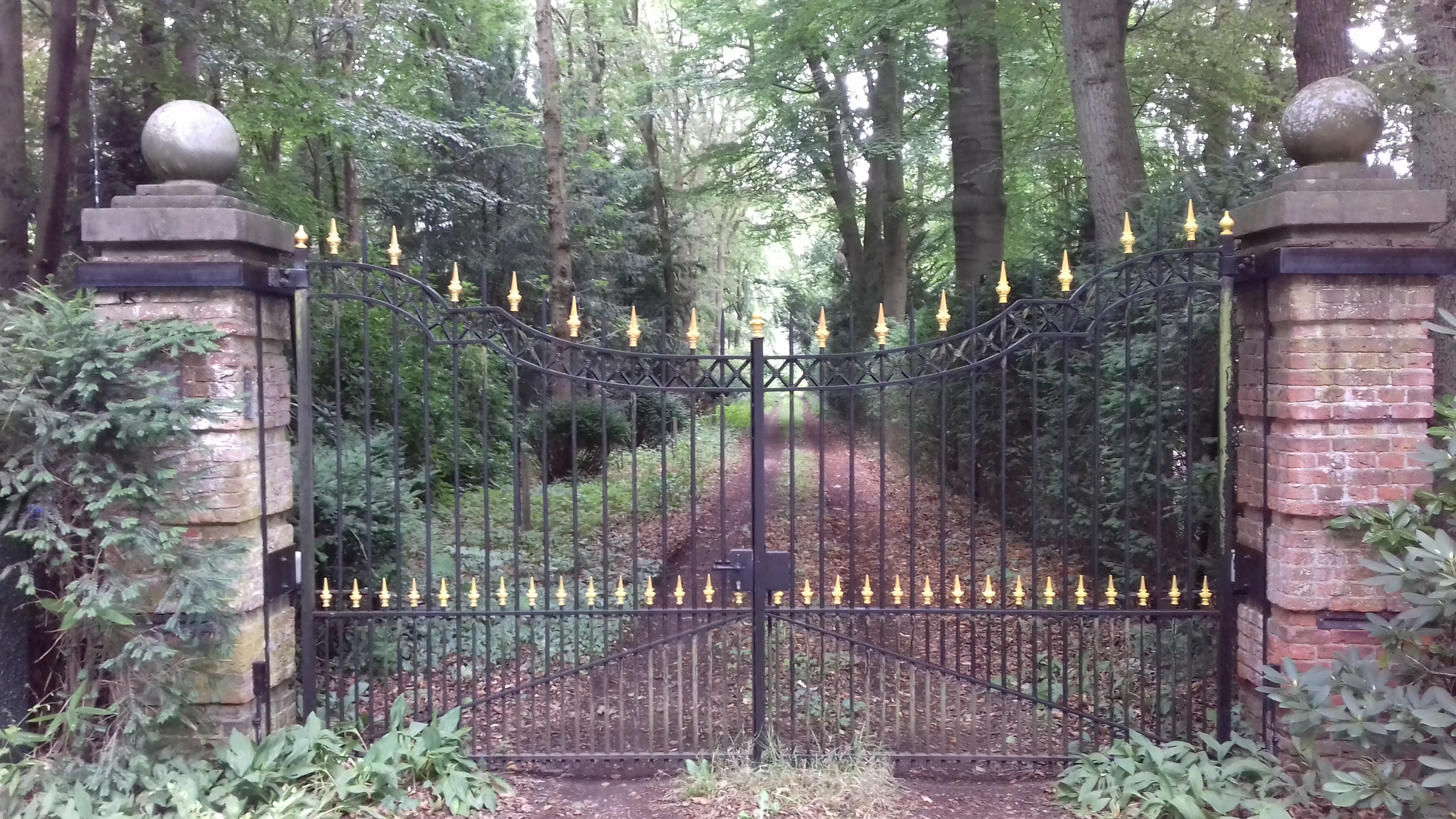
Voormalige entree Cruysbergen (2021)

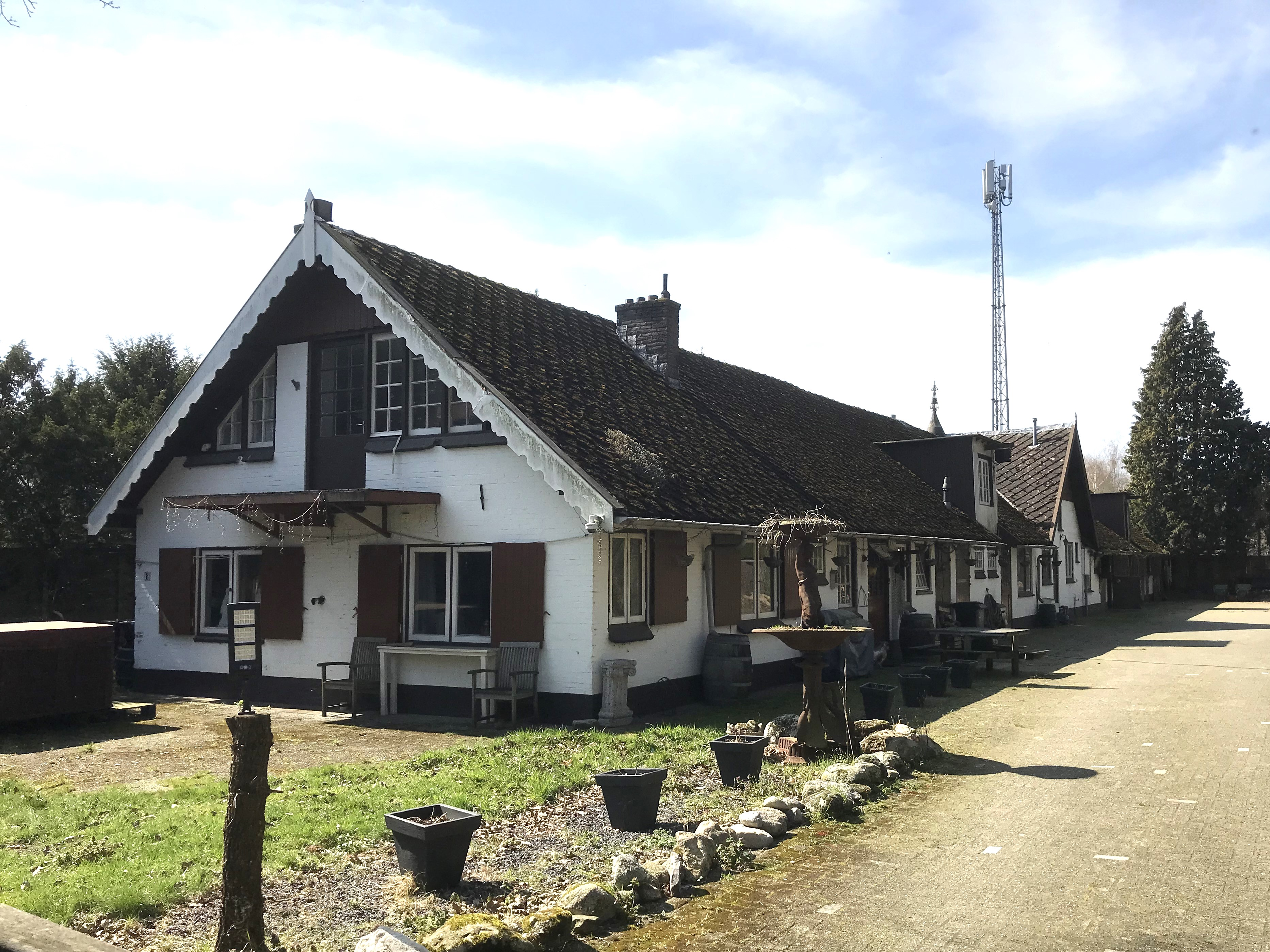
Paardenstallen Cruysbergen (2023)

Renbaan Cruysbergen is een voormalige renbaan gelegen in Bussum, voor draf- en rensport, van 1893 tot 1912.
Het landgoed Cruysbergen lag in Bussum ten noorden van wat tegenwoordig de Franse Kampweg heet, tussen de Nieuwe 's-Gravelandseweg en de Hilversumse Meent.

## Geschiedenis
Deze paardenrenbaan werd opgericht nadat de oude renbaan op de Bussumerheide wegens grondruil met de gemeente Hilversum in onbruik raakte. In Amsterdam was er behoefte aan een nieuwe renbaan voor de paardensport nadat de gemeente de gronden voor woningbouw nodig had en week men uit naar het nabij gelegen Gooi.
De renbaan Cruysbergen lag in het zuidwesten van Bussum. De grond behoorde in de 19e eeuw tot het landgoed Cruysbergen, dat was opgericht door de familie Rutgers van Rozenburg. Na het overlijden van Jonkheer Hendrik Jacob Rutgers van Rozenburg in 1879 werd het landgoed omstreeks 1880 verkaveld en verkocht. Een deel kwam in handen van de rijke effectenmakelaar Henri Broekman en hier werd in 1893 de renbaan Cruysbergen aangelegd. De paardenrenbaan omvatte behalve de renbaan zelf, die op een weiland lag van een afgezande zandgroeve, een hoofdtribune, jockeyverblijf en paardenstallen.
De opening van de baan was op 23 juli 1893. De organisatie was in handen van de Amsterdamsche Sport-Club en de Algemeene Harddraverij-Vereeniging, deze laatste was opgericht door Henri Broekman. Vanaf 1895 ging de laatste vereniging alleen verder met de wedstrijden op Cruysbergen. Cruysbergen werd gezien als de koketste en gezelligste baan van Nederland.
In 1905 werd het complex uitgebreid en de baan verlengd naar 1200 meter. De eerste wedstrijd op de vernieuwde baan was op 7 mei 1905. Om de toestroom uit de rest van Nederland makkelijker te maken werd er een aparte  stophalte aan de net aangelegde oosterspoorweg aangebracht. Vanaf die stopplaats konden mensen via de Franse Kampweg lopen of met de koets naar de 1 km verderop gelegen ingang van de renbaan.
De renbaan Cruysbergen was enige jaren enorm populair. Van verre kwamen liefhebbers van de paardensport per tram naar de renbaan om de wedstrijden te volgen. Nadat in 1911 het totalisatorverbod van de minister van justitie, mr. E.R.H. Regout op 15 juni 1911 van kracht werd, is de baan het jaar daarop gesloten.
Het voormalige jockeyverblijf is een ontwerp van architect Cornelis Kruisweg, hij ontwierp ook de tribune en de muziektent. Het verblijf werd in 1920 verbouwd tot woonhuis. Dit woonhuis werd in het jaar 2000 een rijksmonument. De stallen waren gebouwd in de zuidwestelijke hoek van het terrein en lagen dicht bij de renbaan. De stal is symmetrisch ingedeeld, het heeft een langgerekt vorm van één bouwlaag onder een zadeldak. Het is een van de weinige nog overgebleven renbaanstallen in Nederland.

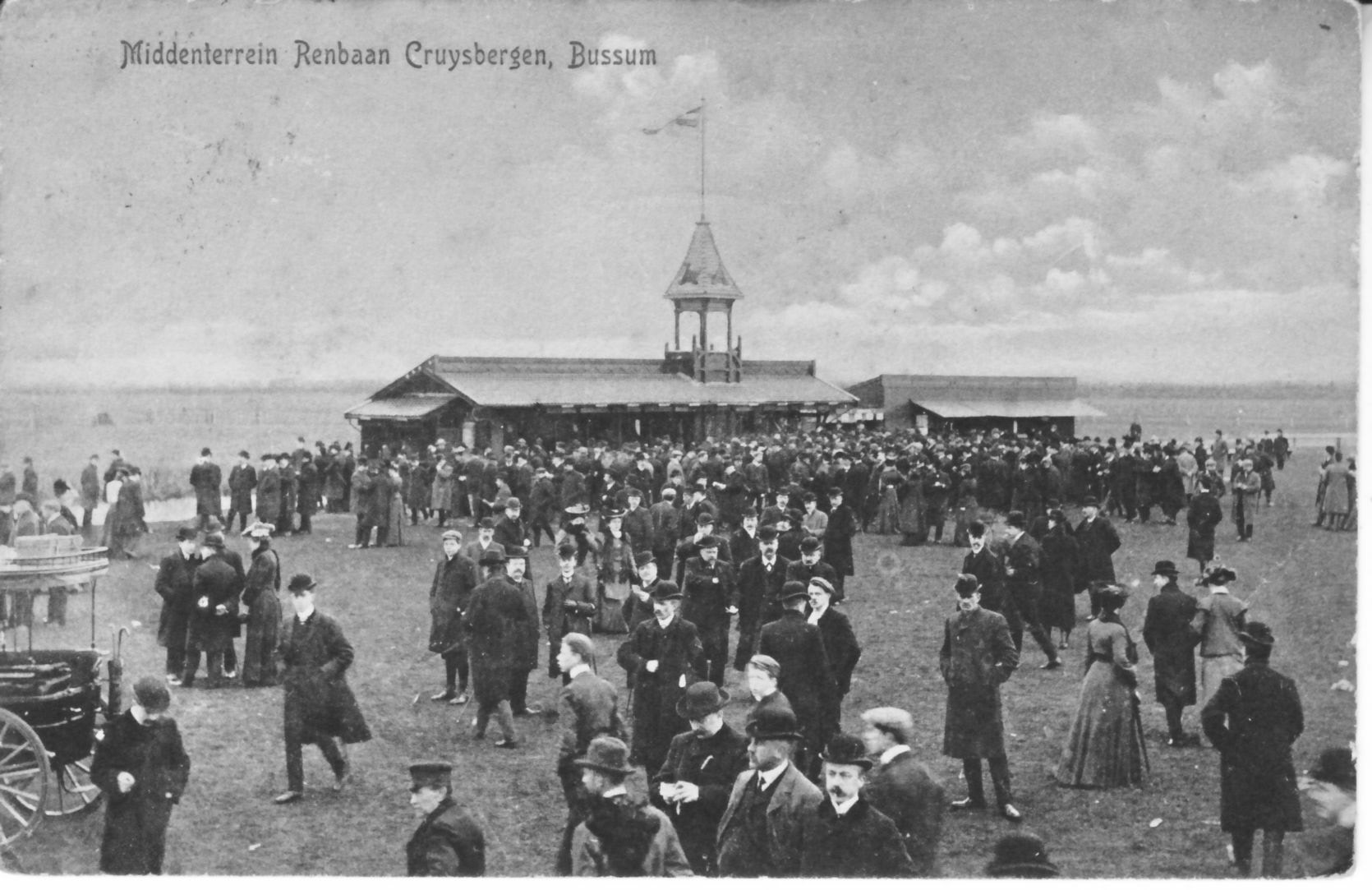
Renbaan Cruysbergen Middenterrein (1905)
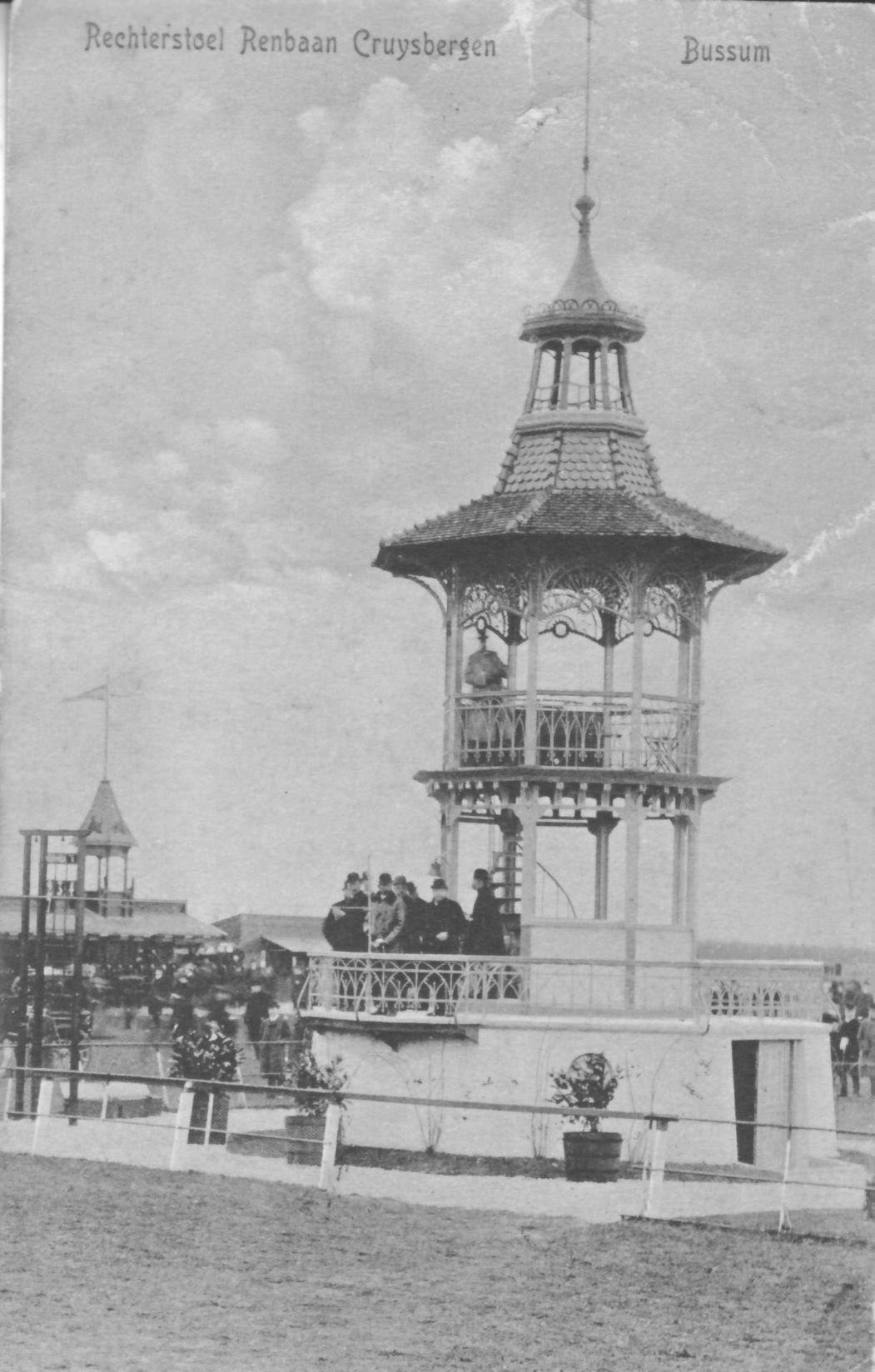
Renbaan Cruysbergen Toren (1905)

In 1920 werd een deel van het terrein aangekocht door het Ministerie van Defensie die de renbaan in gebruik nam als remonte-depot. Hier werden paarden afgericht om geschut te trekken voor de artillerie. Dit duurde maar tot 1920, toen werd het depot opgeheven en een jaar later kreeg J.F. Spliethoff de grond in erfpacht. Hij verbouwde het jockeyverblijf tot woonhuis en verhuurde het weiland aan boeren. Medio jaren vijftig kreeg het terrein een nieuwe bestemming als mobilisatiecomplex. Na de val van de Berlijnse Muur werd het complex overbodig en het werd omstreeks 2005 door het ministerie afgestoten. Het terrein met een oppervlakte van ruim elf hectare werd gesplitst. Op de oostelijke helft zijn in 2018 nieuwe appartementen en bungalows gebouwd. Het westelijke deel is overgedragen aan het Goois Natuurreservaat en heeft een natuurbestemming.

## Trivia
- Het terrein werd tussen 1902 en 1912 tevens als feestterrein gebruikt.[8]
- De paardenstallen die nog bestaan en gebouwd zijn rond 1893, staan op de nominatie om gesloopt te worden voor verdere toekomstige bebouwing.[9][2]
- De gietijzeren constructie van de hoofdtribune (dak, achterwanden en zijkanten) van de voormalige renbaan is in 1922 gedemonteerd en afgebroken en weer opgebouwd op de van Oeverengronden bij de Nieuwstraat te Bussum, om daar dienst te doen als opslagloods tot 2002.